# Veronica benthamii
Veronica benthamii är en grobladsväxtart som beskrevs av Joseph Dalton Hooker. Veronica benthamii ingår i släktet veronikor, och familjen grobladsväxter. Inga underarter finns listade i Catalogue of Life.